# Hamabe Minami
Hamabe Minami (浜辺 美波 (Tân-Biên Mỹ-Ba)) sinh ngày 29 tháng 8 năm 2000 tại Ishikawa, là một diễn viên người Nhật Bản.

## Sự nghiệp
Hamabe đã giành chiến thắng ở cuộc thi New Generation Award tại 7th Toho Cinderella Audition.
Danh tiếng của cô bắt đầu nổi tại Nhật Bản và các nước châu Á sau phim live action Tớ muốn ăn tụy của cậu.

## Phim đã tham gia

### Phim điện ảnh
| Năm  | Tựa đề                                        | Vai diễn                   | Đạo diễn             | Chú thích | Tham khảo |
| ---- | --------------------------------------------- | -------------------------- | -------------------- | --------- | --------- |
| 2012 | Ace Attorney                                  | Ayasato Chihiro lúc nhỏ    | Miike Takashi        |           | [ 3 ]     |
| 2015 | April Fools                                   | Etō Rika                   | Ishikawa Junichi     |           | [ 3 ]     |
| 2017 | Saki                                          | Miyanaga Saki              | Onuma Yūichi         | Vai chính | [ 3 ]     |
| 2017 | Tớ muốn ăn tụy của cậu                        | Yamauchi Sakura            | Tsukikawa Sho        | Vai chính | [ 3 ]     |
| 2017 | Ajin                                          | Nagai Eriko                | Motohiro Katsuyuki   |           | [ 3 ]     |
| 2018 | Tonari no Kaibutsu-kun (Quái vật bàn bên)     | Oshima Chizuru             | Tsukikawa Sho        |           | [ 3 ]     |
| 2018 | Sensei Kunshu (Thầy giáo Quân chủ)            | Samaru Ayuha               | Tsukikawa Sho        | Vai chính | [ 3 ]     |
| 2019 | Archimedes no Taisen (Đại chiến Archimedes)   | Ozaki Kyōko                | Yamazaki Takashi     |           | [ 4 ]     |
| 2019 | Kakegurui                                     | Jabami Yumeko              | Hanabusa Tsutomu     | Vai chính | [ 3 ]     |
| 2019 | Murder at Shijinso                            | Kenzaki Hiruko             | Kimura Hisashi       |           | [ 5 ]     |
| 2019 | Hello World                                   | Ichigyō Ruri (lồng tiếng)  | Itō Tomohiko         |           | [ 3 ]     |
| 2020 | Trò chơi cút bắt (live-action)                | Yamamoto Akari             | Miki Takahiro        | Vai chính | [ 6 ]     |
| 2020 | Trò chơi cút bắt (anime)                      | Chiyo (lồng tiếng)         | Kuroyanagi Toshimasa | Khách mời | [ 7 ]     |
| 2020 | Miền đất hứa                                  | Emma                       | Hirakawa Yuichiro    | Vai chính | [ 8 ]     |
| 2020 | Eizōken ni wa Te o Dasu na!                   | Haruko                     | Hanabusa Tsutomu     |           | [ 9 ]     |
| 2021 | Thám tử lừng danh Conan: Viên đạn màu đỏ tươi | Ishioka Ellie (lồng tiếng) | Nagaoka Chika        |           | [ 3 ]     |
| 2021 | Kakegurui 2                                   | Jabami Yumeko              | Hanabusa Tsutomu     | Vai chính | [ 10 ]    |
| 2023 | Shin Kamen Rider                              | Midorikawa Ruriko          | Hideaki Anno         |           |           |

### Phim truyền hình
| Năm  | Tựa đề                                                 | Vai diễn            | Phát sóng | Chú thích | Tham khảo |
| ---- | ------------------------------------------------------ | ------------------- | --------- | --------- | --------- |
| 2015 | Mare                                                   | Asami Okesaku       | NHK       | Asadora   | [ 11 ]    |
| 2015 | Ano hi mita hana no namae o bokutachi wa mada shiranai | Menma (Honma Meiko) | CX        | Vai chính | [ 12 ]    |
| 2016 | Saki                                                   | Miyanaga Saki       | MBS, TBS  | Vai chính | [ 13 ]    |
| 2018 | Kakegurui                                              | Jabami Yumeko       | MBS, TBS  | Vai chính | [ 14 ]    |
| 2018 | Gakeppuchi Hotel                                       | Horai Haru          | NTV       |           | [ 15 ]    |
| 2018 | Kyō Kara Ore Wa!!                                      |                     | NTV       | Khách mời |           |
| 2019 | Kakegurui (mùa 2)                                      | Jabami Yumeko       | MBS, TBS  | Vai chính |           |
| 2019 | Hậu cung - Chương cuối                                 | Takehime            | CX        | TV movie  |           |
| 2019 | Pure! ~ ichinichi Idol shochō no jiken-bo ~            | Kurobara Junko      | NHK       | Vai chính | [ 16 ]    |
| 2020 | Alibi Breaker                                          | Mitani Tokino       | TV Asahi  | Vai chính | [ 17 ]    |
| 2020 | Watashitachi wa Dōka Shiteiru                          | Hanaoka Nao         | NTV       | Vai chính | [ 18 ]    |
| 2020 | Talio-cặp đôi đặc vụ phục thù                          | Shirasawa Mami      | NHK       | Vai chính | [ 19 ]    |

## Giải thưởng
| Năm  | Giải thưởng                               | Hạng mục                     | Phim                   | Kết quả   |
| ---- | ----------------------------------------- | ---------------------------- | ---------------------- | --------- |
| 2017 | Giải thưởng phim Hochi lần thứ 42         | Diễn viên triển vọng         | Tớ muốn ăn tuỵ của cậu | Đoạt giải |
| 2017 | Giải thưởng phim Nikkan Sports lần thứ 30 | Nữ diễn viên xuất sắc nhất   | Tớ muốn ăn tuỵ của cậu | Đề cử     |
| 2017 | Giải thưởng phim Nikkan Sports lần thứ 30 | Diễn viên triển vọng         | Tớ muốn ăn tuỵ của cậu | Đoạt giải |
| 2018 | Giải Viện Hàn lâm Nhật Bản lần thứ 41     | Diễn viên triển vọng của năm | Tớ muốn ăn tuỵ của cậu | Đoạt giải |